# Fatima Ahmed Ibrahim
Fatima Ahmed Ibrahim (arabisch فاطمة أحمد إبراهيم, DMG Fāṭima Aḥmad Ibrāhīm; * 20. Dezember 1934 in Khartum; † 12. August 2017 in London) war eine sudanesische Menschenrechtlerin, Frauenrechtlerin und kommunistische Parteiaktivistin.

## Leben
Fatima Ahmed Ibrahim wurde 1934 in Khartum, der Hauptstadt des Sudans, geboren. Seit 1952 engagierte sie sich im Vorstand der Frauenunion Sudans, die sie mit gründete. 1954 trat sie der Sudanesischen Kommunistischen Partei bei. Diese war damals die einzige Partei im Sudan, die Frauen als Mitglieder aufnahm. Später wurde sie Chefredakteurin der Zeitung Sawt al-Mara („Stimme der Frau“).
1965 wurde Ibrahim als erste Frau Abgeordnete des sudanesischen Parlaments. Nach Caitlin Davies und dem Middle East Monitor war sie die erste Frau in einem afrikanischen Parlament überhaupt.
1969 heiratete sie den Gewerkschaftsführer Ibrahim al-Shafi’. 1971 wurde ihr Mann vom Abbud-Militärregime gefoltert und ermordet, während sie selbst verhört und zu zweieinhalb Jahren Hausarrest verurteilt wurde. Als 1985 der Sudan zu einer Demokratie zurückkehrte, begann sie, sich erneut für die Vertretung von Frauen in der neuen Regierung einzusetzen.
Nach einem weiteren Putsch im Jahr 1989, diesmal durch Umar al-Baschir und der Nationalen Kongresspartei, wanderte Ibrahim 1991 mit ihrem Sohn nach London aus, wo sie eine Zweigstelle der Frauenunion gründete. 1993 bekam sie stellvertretend für die sudanesische Frauenunion den Menschenrechtspreis der Vereinten Nationen für ihren Einsatz für die Menschenrechte. Seit dem Friedensabkommen zwischen der Zentralregierung in Khartum und dem späteren Südsudan 2005 lebte sie wieder im Sudan und war erneut Abgeordnete im Parlament. Am 8. Dezember 2006 bekam sie in Berlin den Ibn-Ruschd-Preis für ihren Einsatz für Frauenrechte, Meinungsfreiheit und soziale Gerechtigkeit im Sudan verliehen.
Am 19. März 2007 trat sie von ihren Funktionen im Parlament, in der Frauenunion und der Kommunistischen Partei zurück, um jüngeren Anwärtern eine Chance zu geben.
Am 12. August 2017 verstarb sie in London im Alter von 84 Jahren.

## Werke
- حصادنا خلال عشرين عاماً / Ḥasādunā ḫilāl ʿišrīn ʿāmman / ‚Unsere Ernte von 20 Jahren‘, Sudanese Women's Union Press, Khartum, ohne Datum.
- طريقنا للتحرر / Ṭarīqunā li-t-Taḥarrur / ‚Unser Weg zur Emanzipation‘, ohne Datum.
- المرأة العربية والتغيير الاجتماعي / al-Marʾa al-ʿArabiyya wa-t-Taġyīr al-Iǧtimāʿī / ‚Die Frauen und der soziale Wandel‘, 1986.
- حول قضايا الأحوال الشخصية / Ḥaula Qaḍāyā al-aḥwāl aš-šaḫṣiyya / ‚Persönliche Statusangelegenheiten‘.
- قضايا المرأة العاملة السودانية / Qaḍāyā al-Marʾa al-ʿāmila as-sūdāniyya / ‚Die Angelegenheiten sudanesischer Arbeiterinnen‘.
- !آن آوان التغيير ولكن / Ān Āwān at-Taġyīr wa-lākin! / ‚Es ist aber Zeit für Veränderungen!‘.
- أطفالنا والرعاية الصحية / Atfālunā wa-r-Riʿāya aṣ-ṣiḥḥiyya / ‚Unsere Kinder und Gesundheitsfürsorge‘.
- Arrow at Rest, in: Mahnaz Afkhami (Hrsg.): Women in Exile, University Press of Virginia, 1994, S. 191–208.
- Sudan's Attack on Women's Rights Exploits Islam, Africa News 37, Nr. 5, 1992, S. 5.

## Auszeichnungen und Ehrungen
- 1993 UN-Award
- 2006 Ibn-Ruschd-Preis